# Dark Crimes
Dark Crimes ist ein US-amerikanisch-polnischer Kriminalfilm von Alexandros Avranas und basiert auf dem Zeitungsartikel True Crimes – A Postmodern Murder Mystery von David Grann. Der Film wurde von RatPac Entertainment, InterTitle Films, Los Angeles Media Fund und Opus Films produziert und von Saban Films vertrieben.

## Handlung
Der kurz vor der Pensionierung stehende Ermittler Tadek interessiert sich für einen älteren Mordfall, bei dem der Geschäftsmann Daniel Sadowski getötet wurde. Jener war Stammgast in dem Untergrund-Sadomaso-Club „The Cage“. Bei Tadeks Ermittlungen fällt ihm der provokante Star-Autor Krystov Kozlov auf, der eine solche Geschichte in seinem Roman nacherzählt. Obwohl Kozlov die Tat nach einigen Verhören gesteht und ins Gefängnis muss, fällt Tadek auf, dass sich jener zur Tatzeit nicht im Land befand. Auch der neue Polizeichef besteht auf den nun abgeschlossenen Fall. Bei einem neuerlichen Besuch bei Kozlovs Freundin Kasia spricht sie die Wahrheit aus, nämlich den sadistischen Gast eigenhändig getötet zu haben und beteuert ihre Liebe zu ihrem Freund und ihrem Kind. Doch da liegt Tadek bereits bewegungslos auf dem Sofa, anscheinend von Kasia vergiftet.

## Rezeption
Auf Rotten Tomatoes erhielt der Film eine seltene 0 % Wertung basierend auf 35 Rezensionen. Metacritic bewertete den Film basierend auf 14 Kritiken mit einem Score von 24/100.
Antje Wessels vergab auf Filmstarts einen von fünf möglichen Sternen und schrieb: „In „Dark Crimes“ versucht sich Jim Carrey in der Rolle des vom Schicksal gebeutelten, desillusionierten Cops, sorgt dabei aber allenfalls für unfreiwillige Komik. Der gähnend langweilige, ausgestellt hässliche Thriller hätte also trotz Hollywood-Starpower ruhig noch weiter im Giftschrank schlummern dürfen.“
Der Filmdienst urteilte: „Das erbitterte Katz-und-Maus-Spiel [...] will mit seinem schockierenden Ambiente Aufmerksamkeit erregen, scheitert als Thriller aber an zu vielen Bezügen und Versatzstücken sowie den Überzeichnungen des Plots, gegen die auch die renommierten Darsteller nicht ankommen.“